# Mostový prozvedávač kolejí

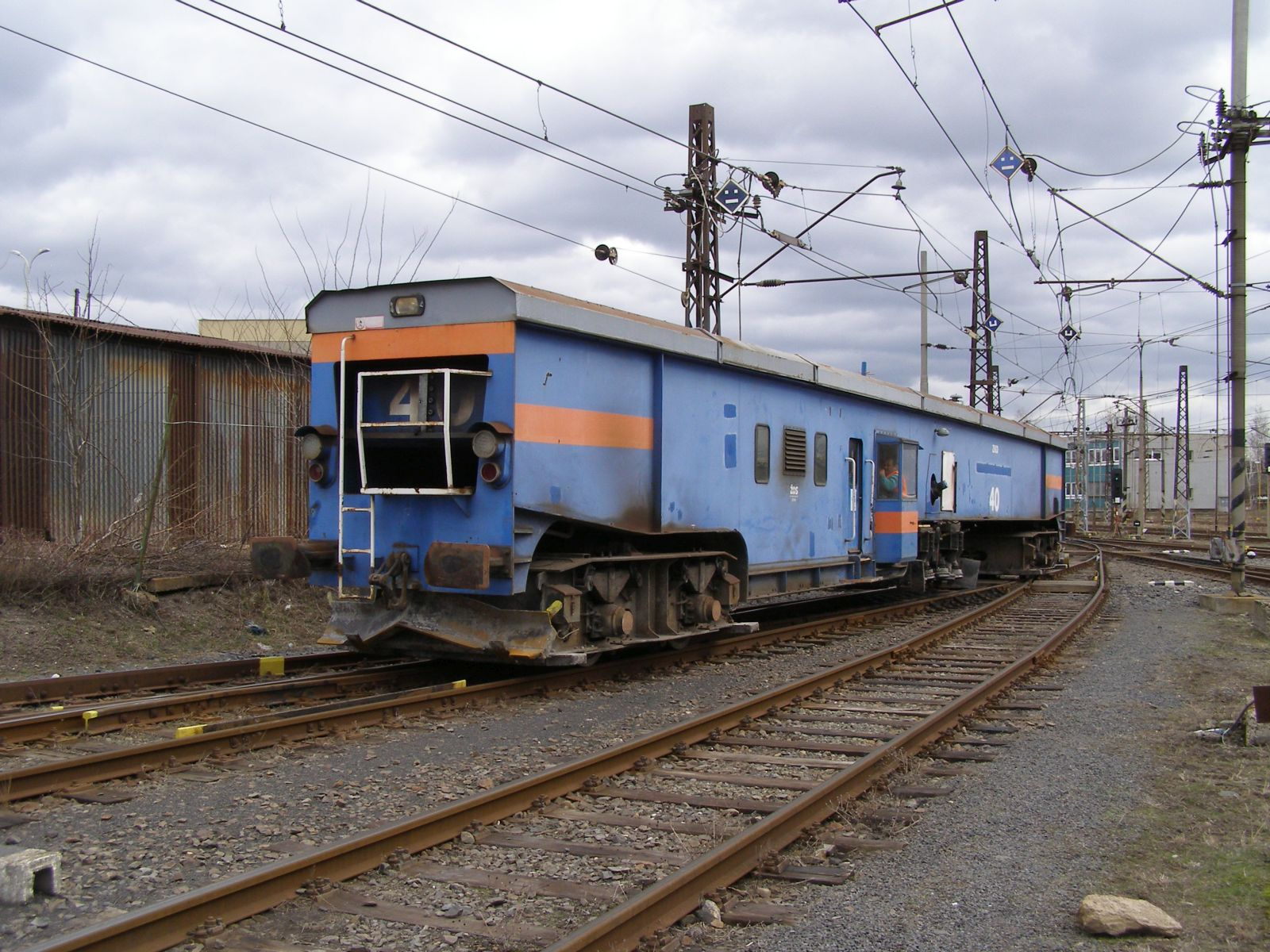
Speciální železniční vozidlo pro manipulaci s kolejovým svrškem (rukovačka)

Mostové prozvedávače a překladače kolejí jsou speciální drážní vozidla používaná v povrchových dolech.
V povrchových dolech se používají tzv. „plovoucí koleje“, jejichž poloha se mění relativně často a u kterých nejsou kladeny tak vysoké požadavky na kvalitu geometrické polohy koleje (GPK) jako u „normálních“ kolejí. Klasické stavební postupy by při jejich přesouvání a úpravě GPK byly neefektivní a proto byla vyvinuta speciální vozidla – mostové prozvedávače, které slouží k hrubé úpravě GPK, a překladače kolejí, které umožňují příčný posun koleje až do hodnoty cca 1,5 m. V průběhu několika desetiletí vzniklo několik typů těchto vozidel různých výrobců, zvaných také „rukovačky“. V zásadě se jedná o robustní dlouhý nosník, uložený na dvou podvozcích, který je uprostřed mezi podvozky vybaven kleštinovým zařízením, které kolej nadzvedne a bočně „přeloží“. Některé stroje měly v přední části příčné pásové podvozky. Jedním z typů je MPK 1435-55, vyrobený u VEB Schwermaschinenbau Lauchhammerwerk, NDR, používaný u Mostecké uhelné společnosti. Tento stroj s vlastním pohonem pojezdu má délku 26,6 m, hmotnost 72 t, maximální konstrukční rychlost 36 km/h je omezena na 30 km/h a nejvyšší pracovní rychlost 13 km/h. Sokolovská uhelná společnost využívá např. mostový prozvedávač kolejí bez vlastního pohonu pojezdu vyrobený v Sokolovských strojírnách. Jeho délka je 20 m a hmotnost 32 t.